# Wilhelm Ludwig (Anhalt-Köthen)
Wilhelm Ludwig, Fürst von Anhalt-Köthen (* 3. August 1638; † 13. April 1665) aus dem Hause der Askanier war regierender Fürst von Anhalt-Köthen.

## Leben
Wilhelm Ludwig war der jüngste Sohn von Fürst Ludwig I. und seiner zweiten Ehefrau Sophie zur Lippe. Nach dem Tod seines Vaters 1650 wurde Wilhelm Ludwig Fürst von Anhalt-Köthen. Bis 1653 regierte sein Onkel, August von Anhalt-Plötzkau das Fürstentum vormundschaftlich. Nach dessen Tod im Jahr 1653 übernahmen seine Söhne Lebrecht und Emanuel diese Funktion bis zu Wilhelm Ludwigs Volljährigkeit im Jahr 1659.
Unter dem Gesellschaftsnamen Der Erlangende wurde er als Mitglied in die literarische Fruchtbringende Gesellschaft aufgenommen.
Am 25. August 1663 heiratete Wilhelm Ludwig die Prinzessin Elisabeth Charlotte von Anhalt-Harzgerode. Die Ehe blieb jedoch kinderlos.
Der junge Fürst starb bereits 1665 und wurde in der Fürstengruft der Köthener St.-Jakobs-Kirche beigesetzt. Mit ihm erlosch die Linie Anhalt-Köthen. Sie fiel an Anhalt-Plötzkau, behielt aber ihren Namen bei.